# Hypolimnas pelva
Hypolimnas pelva är en fjärilsart som beskrevs av Hans Fruhstorfer 1912. Hypolimnas pelva ingår i släktet Hypolimnas och familjen praktfjärilar. Inga underarter finns listade i Catalogue of Life.